# Nicholas Murray Butler
Nicholas Murray Butler (2. dubna 1862, Elizabeth, New Jersey – 7. prosince 1947, New York) byl americký filosof, diplomat a učitel. Byl rektorem Kolumbijské univerzity. Získal Nobelovu cenu za mír za rok 1931. Stal se tak známým, že The New York Times každý rok tiskl jeho vánoční pozdrav.

## Biografie
V roce 1882 získal titul B.A. (Bachelor of Arts) na Kolumbijské univerzitě, v roce 1883 získal magisterský titul a v roce 1884 (ve svých 22 letech) doktorát. Jeho akademické a jiné úspěchy vedly Theodorea Roosevelta k tomu, že ho nazýval „Nicholas Miraculous“ (Nicholas Zázračný).
V roce 1885 studoval v Paříži a Berlíně a setkal se s budoucím ministrem zahraničních věcí USA Elihu Rootem. Skrze něho také potkal Roosevelta a Williama Tafta. Mezi lety 1890–1891 přednášel na Univerzitě Johnse Hopkinse.
V roce 1902 se stal rektorem Kolumbijské univerzity. Na této pozici vydržel 43 let a univerzitu za tu dobu značně rozšířil.

## Citáty
- Lidé, kteří mluví jen sami o sobě, zpravidla také myslí jen na sebe. A lidé, kteří myslí jen na sebe, jsou nenapravitelně nevzdělaní – Jsou nevzdělaní, i kdyby za sebou měli kdovíkolik škol.